# Echinops melitenensis
Echinops melitenensis là một loài thực vật có hoa trong họ Cúc. Loài này được Hedge & Hub.-Mor. mô tả khoa học đầu tiên năm 1974.